# Остроградский, Михаил Васильевич
Михаи́л Васи́льевич Острогра́дский (рус. дореф. Михаилъ Васильевичъ Остроградскій; 12 сентября [24 сентября] 1801, деревня Пашеновка, Кобелякский уезд, Полтавская губерния — 20 декабря 1861 [1 января 1862], Полтава) — российский математик и механик, академик Санкт-Петербургской академии наук с 1830 года, признанный лидер математиков Российской империи в 1830—1860-е годы. Ученик Т. Ф. Осиповского.

## Биография
Родился 12 (24) сентября 1801 года в деревне Пашенная Кобелякского уезда Полтавской губернии, в семье помещика из дворянского рода Остроградских. В детстве был чрезвычайно любознателен к естественно-научным явлениям, хотя не проявлял тяги к учёбе. В пансионе, где учился маленький Остроградский, директором был И. П. Котляревский, автор знаменитой бурлескной «Енеиды, на Малороссійскій языкъ перелицїованной».
C 1816 года был вольнослушателем (с 1817 — студентом) физико-математического факультета Харьковского университета, где учился у Т. Ф. Осиповского. В 1820 году Остроградский с отличием сдал кандидатские экзамены. Однако реакционная часть харьковской профессуры добилась лишения юноши аттестата кандидата наук и диплома об окончании университета. Мотивировалось это непосещением лекций по богословию. Он так и не получил учёную степень.
В 1822 году Михаил Васильевич, желая продолжить занятия математикой, был вынужден уехать в Париж, где в Сорбонне и Коллеж де Франс продолжал изучать математику, посещал лекции знаменитых французских учёных — Лапласа, Фурье, Ампера, Пуассона и Коши.
1823: приглашён в качестве профессора в коллеж Генриха IV.
1826: первые научные успехи. Остроградский представил Парижской Академии наук мемуар «О распространении волн в цилиндрическом бассейне». Знаменитый французский математик Коши писал об Остроградском: «Этот русский молодой человек одарён большой проницательностью и весьма сведущий».
1828: возвратился на родину с французским дипломом и с заслуженной репутацией талантливого учёного.
1830: избран экстраординарным академиком Петербургской Академии наук. Позже, благодаря выдающимся научным заслугам, М. В. Остроградский был избран членом-корреспондентом Парижской Академии наук, членом Американской, Римской и других академий и научных обществ. Почётный член Московского университета (1844).
C 1831 по 1862 возглавлял кафедру Прикладной механики в Институте Корпуса инженеров путей сообщения.
16 января 1836 года, будучи ординарным профессором математики в Главном педагогическом институте, пожалован в статские советники с подачи министра народного просвещения С. С. Уварова.
Вступил в службу 17 (29) декабря 1838 года; преподавал в Главном Инженерном училище Российской империи.
С 12 (24) апреля 1849 года — тайный советник (3-й ранг Табели о рангах, что соответствовало в гражданской области статусу сенатора, министра, губернатора).
Став знаменитостью мирового класса, Остроградский развернул в Петербурге большую педагогическую и общественную деятельность. Он являлся профессором Николаевских инженерных Академии и училища, Морского кадетского корпуса, Института инженеров путей сообщения, Главного педагогического института, Главного артиллерийского училища и других учебных заведений. Много лет он работал в качестве главного наблюдателя за преподаванием математики в военных школах. Остроградский не сумел по достоинству оценить новаторские работы Н. И. Лобачевского и дал им отрицательный отзыв.
М. В. Остроградский был одноглаз.
Н. Е. Жуковский так характеризовал его поздние философские взгляды: «Заимствовав в центре ученого мира свои глубокие познания, М. В. остался по характеру тем же хохлом, каким был его отец. Может быть, влияние французских мыслителей сказалось несколько в его внутреннем миросозерцании, но под конец жизни влияние это сгладилось».
Последние годы жизни Остроградский всерьёз увлёкся спиритизмом.
Согласно завещанию, Михаил Васильевич Остроградский был погребён в своей родной деревне.

## Награды
Награждён многими российскими орденами; в их числе:
- орден Св. Владимира 3-й ст.
- орден Св. Станислава 1-й ст. (3.4.1849)
- орден Св. Анны 1-й ст.

## Научные достижения
Основные работы Остроградского относятся к прикладным аспектам математического анализа, механики, теории магнетизма, теории вероятностей. Он внёс также вклад в алгебру и теорию чисел.
Хорошо известен метод Остроградского для интегрирования рациональных функций (1844). В физике чрезвычайно полезна формула Остроградского для преобразования объёмного интеграла в поверхностный.
В последние годы жизни Остроградский опубликовал исследования по интегрированию уравнений динамики. Его работы продолжили Н. Д. Брашман и Н. Е. Жуковский.
Он не отказывался ни от какой математической работы, способной принести практическую пользу. Так, например, с целью облегчить работу по проверке товаров, поставляемых армии, М. В. Остроградский занялся математическим исследованием, посвященным статистическим методам браковки и основанным на применении теории вероятностей.
Кроме научных исследований, Остроградский написал ряд замечательных учебников по высшей и элементарной математике («Программа и конспект тригонометрии», «Руководство начальной геометрии» и др.).
В систематическом и собранном виде общие педагогические взгляды Остроградского были изложены в сочинении «Размышления о преподавании».

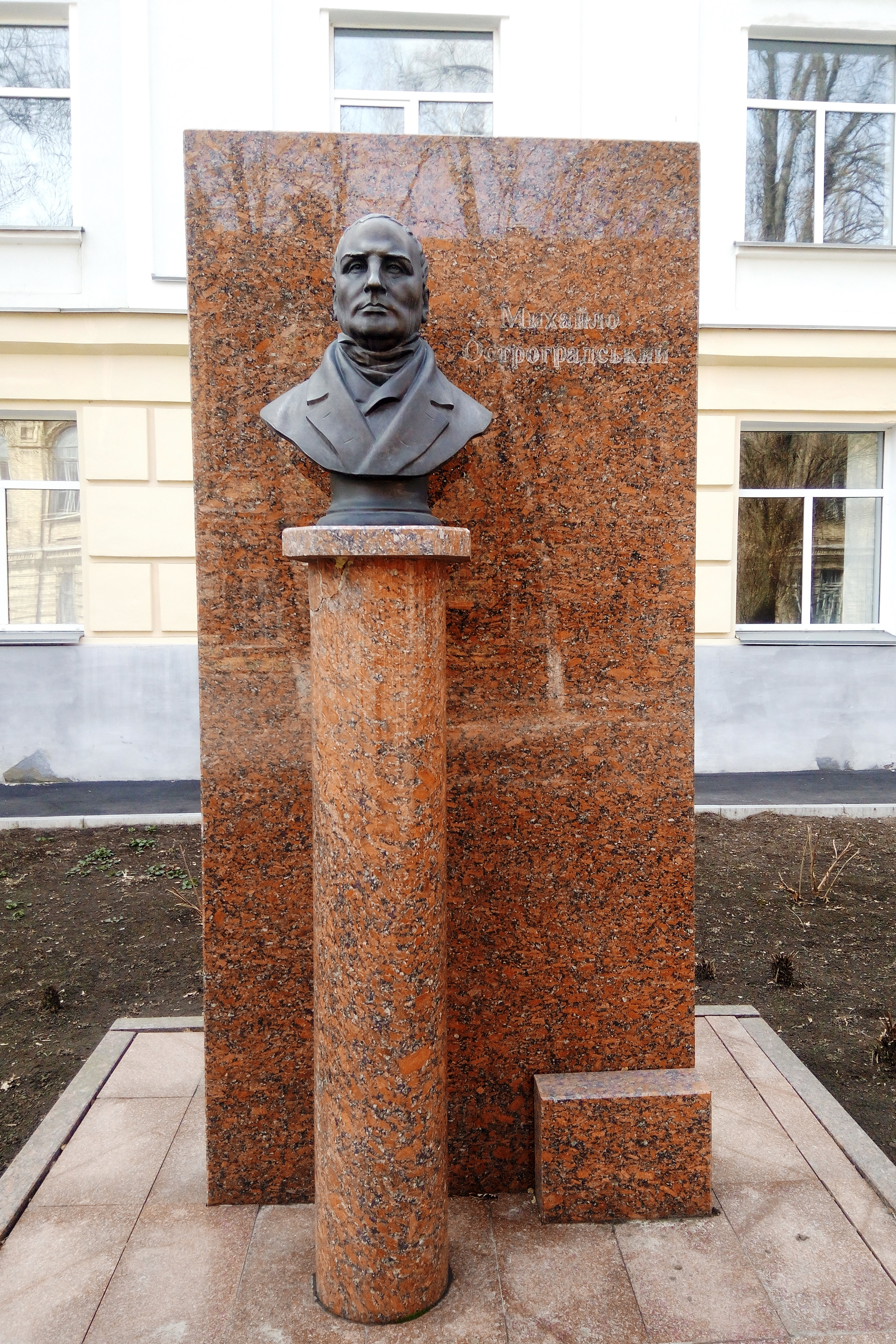
Бюст М. В. Остроградского в Полтаве

### Академик
- Российской академии наук (1830)[11]
- Туринской академии наук
- Римской академии наук
- Американской академии искусств и наук

### Член-корреспондент
- Парижской академии наук (1856)[20]

### Ученики
- Н. Д. Брашман
- В. Я. Буняковский
- И. А. Вышнеградский
- Д. И. Журавский
- Н. П. Петров
- Ф. В. Чижов
- С. М. Часнык, С. В. Кербедз, П. Л. Лавров в Петербурге
- Е. Сабинин в Одессе, И. И. Рахманинов в Киеве
- Е. И. Бейер в Харькове

и другие.

## Педагогическая деятельность
Педагогическая деятельность Остроградского была очень разнообразна. Он читал публичные лекции по высшей алгебре, небесной и аналитической механике, преподавал в Институте Корпуса инженеров путей сообщения (1831—1862), где основал научную школу прикладной механики, Главном педагогическом институте (1832—1861), морском кадетском корпусе (1828—1860), инженерной академии и училище (1836—1860), артиллерийской академии и училище (1841—1860).
Кроме этого, Остроградский долгое время (1847—1860) состоял главным наблюдателем за преподаванием математики в военно-учебных заведениях и оказал прямое влияние на постановку и методику этого преподавания своими руководствами по начальной геометрии, тригонометрии, а также в качестве председателя комиссии по составлению новых программ элементарной математики для кадетских корпусов.
С открытием в январе 1832 года «окончательного курса» в Главном педагогическом институте для преподавания математики на этом курсе был приглашен Остроградский. С 1832 по 1852 год Остроградский излагал по собственным запискам высшую алгебру, дифференциальное, интегральное и вариационное исчисления, аналитическую геометрию и теоретическую механику. С 1852 года он оставил за собой чтение лекции по теоретической механике и руководство подготовкой к профессорскому званию бывших своих слушателей: II. Будаева, П. Рощина и И. Вышнеградского. Его прямыми учениками по этому институту были А. Тихомандрицкий, М. Спасский, И. Соколов, Е. Бейер, Д. Менделеев, А. Ходнев, И. Вышнеградский, Е. Сабинин, И. Будаев, П. Рощин, К. Краевич и другие. Многие из них стали впоследствии замечательными учёными.
Педагогическую деятельность в морском кадетском корпусе Остроградский начал в 1828 году в только что учрежденных тогда офицерских классах. В начале зимы 1836 года, по просьбе нескольких своих слушателей, больших любителей математики, Остроградский начал чтение в морском корпусе публичных лекций по высшей алгебре. Эти лекции продолжались всю зиму по два раза в неделю и собирали широкую аудиторию новизною содержания, ясностью и изяществом изложения. Преподавание в морском кадетском корпусе Остроградский вёл почти до последних дней своей жизни и воспитал не одно поколение русских морских офицеров.
В то время (30-е годы XIX века) все математические предметы в офицерских классах преподавали или Михаил Васильевич, или Виктор Яковлевич (Буняковский); в это время Михаил Васильевич даже жил в корпусе. С того времени более 33 лет, до самой своей кончины, Михаил Васильевич был математическим камертоном в офицерских классах. Кто слушал увлекательное его чтение, тот поймёт, как счастливы были его ученики. Вспоминая с гордостью о знаменитых преобразователях нашего математического образования, можно ли позабыть о том, кто доставил нам эту гордость, кто открыл эти перлы науки и употребил в нашу пользу.П. Коргуев, Описание празднества, данного в честь академика В. Я. Буняковского 30 декабря 1864 года, Кронштадт, 1865, стр. 62
Примерно в 1836 году Остроградский начал преподавание математики в Главном инженерном училище. Хуже других предметов шло преподавание высшей математики и механики, что и побудило руководство Главного инженерного училища привлечь к преподаванию в нём Остроградского, тем более, что он в течение многих лет был связан с Главным инженерным училищем в качестве профессора и наблюдателя за постановкой преподавания математики. Остроградский чувствовал известную привязанность к этому учебному заведению, любил бывать в обществе молодых его преподавателей и оказывал немалое влияние на их развитие.
В 1841 году Остроградский был назначен в артиллерийское училище преподавателем дифференциального и интегрального исчислений. Эти предметы до Остроградского читал сначала В. А. Анкудович, а затем А. С. Киндерев. Заслуга по обновлению и расширению программы и поднятию преподавания высшей математики для артиллерийских офицеров всецело принадлежала Остроградскому.
Вот как описывают эту заслугу Остроградского историографы артиллерийского училища А. Платов и Л. Кирпичев: «Остроградский изменяет в училище метод преподавания, делает курс более полным, изложение более строгим и точным. Он обращает внимание не столько на подробности и частные выводы, сколько на группировку отдельных истин и на обобщение их».
В течение десяти лет (1847—1856) Остроградский вел в артиллерийском училище преподавание теоретической механики. Подробностей об этом преподавании найти не удалось. Известно только, что он сохранил существовавшее при его предшественнике по кафедре теоретической механике В. А. Анкудовиче деление курса этой науки на статику и динамику и что законы равновесия тел выводил как частный случай из общих законов движения. В 1856 году Остроградский взял на себя в том же училище преподавание баллистики. Его лекции по этому предмету имели меньший успех. В 1858 и 1859 годах Остроградский читал артиллеристам-офицерам необязательные курсы теории вероятностей и дифференциального исчисления.
Остроградский был учителем детей императора Николая I.

## Труды
- Остроградский М. В. Избранные труды. М.: Изд-во Академии наук СССР, 1958. 583 с.
  - Математический анализ
    - Мемуар об исчислении вариаций кратных интегралов (9).
    - Заметка о методе последовательных приближений (38).
    - О преобразовании переменных в кратных интегралах (45).
    - Заметка о линейных дифференциальных уравнениях (53).
    - Об интегрировании рациональных дробей (56).
    - Заметка о равных множителях целых полиномов (106).

  - Математическая физика
    - Мемуар о распространении волн в цилиндрическом бассейне (111).
    - Заметка по теории теплоты (131).
    - Вторая заметка по теории теплоты (142).
    - Выдержка из протокола Санкт-Петербургской Академии наук от 23 сентября 1829 года (146).
    - Об уравнении, относящемся к распространению теплоты внутри жидкости (148).
    - Об интегрировании уравнений с частными производными, относящихся к малым колебаниям упругой среды (154).
    - Об интегрировании уравнений с частными производными, относящихся к малым колебаниям упругих тел (162).

  - Механика
    - Общие соображения относительно моментов сил (205).
    - О мгновенных перемещениях систем, подчиненных переменным условиям (230).
    - О принципе виртуальных скоростей и о силе инерции (270).
    - О вариациях произвольных постоянных в задачах динамики (280).
    - Об интегралах общих уравнений динамики (297).
    - Письма академика Остроградского профессору Брашману (312).
    - К общей теории удара (324).

  - Приложения
    - Послесловие. Академик В. И. Смирнов (377).
    - Очерк жизни, научного творчества и педагогической деятельности М. В. Остроградского. Действительный член АН УССР Б. В. Гнеденко и доцент И. А. Марон (380).
    - Библиографический указатель основных печатных и литографированных трудов М. В. Остроградского и литературы о нём.
- Остроградский М. В. Лекции алгебраического и трансцендентного анализа. Первый год. — СПб., 1857. — 660 с.

## Адреса в Санкт-Петербурге

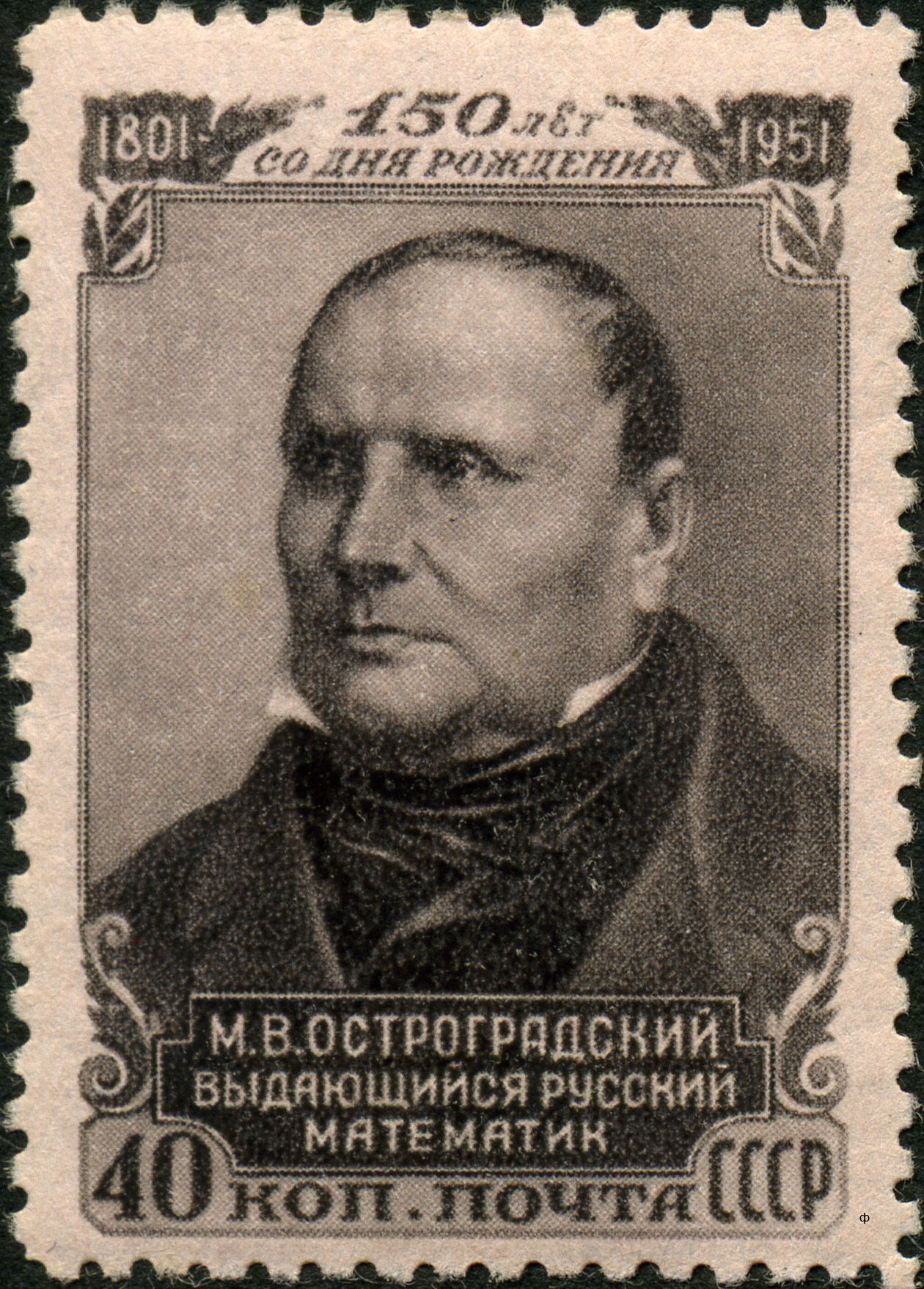
Почтовая марка СССР, 1951 год

- 1831—1861 гг. — Дом академиков, совр. адрес: 7-я линия Васильевского острова, 2/1, лит. А.

На фасаде установлена мемориальная доска в память об ученом.

## Память
- В 1951 году была выпущена почтовая марка СССР, посвящённая М. В. Остроградскому.
- В 1951 году одна из центральных улиц[вд] Полтавы названа именем Остроградского
- В честь М. В. Остроградского была названа (не позднее 1986 г.) гора (77°0'45"N 16°50'38"E[22], Баренцево море, архипелаг Шпицберген)[23].
- В 1997 году учреждена премия имени М. В. Остроградского НАН Украины — «за выдающиеся научные работы в области математики и математических проблем механики».
- В 2001 году, в честь 200-летия учёного, Национальный банк Украины выпустил юбилейную монету достоинством 2 гривны[24].
- В 2007 году именем Остроградского назван Кременчугский национальный университет[25].